# Iphiona
Iphiona is een geslacht uit de composietenfamilie (Asteraceae). De soorten komen voor van Egypte tot in tropisch Noordoost-Afrika en India.

## Soorten
- Iphiona anthemidifolia (Baker) Anderb.
- Iphiona arachnoidea (Boiss.) Anderb.
- Iphiona aucheri (Boiss.) Anderb.
- Iphiona discoidea (Bunge ex Boiss.) F.Ghahrem.
- Iphiona grantioides (Boiss.) Anderb.
- Iphiona horrida Boiss.
- Iphiona maris-mortui Feinbrun
- Iphiona mucronata (Forssk.) Asch. & Schweinf.
- Iphiona phillipsiae (S.Moore) Anderb.
- Iphiona pinnatifida Mesfin
- Iphiona scabra DC. ex Decne.
- Iphiona senecionoides (Baker) Anderb.
- Iphiona teretifolia Anderb.